# Pinnower See (Naturschutzgebiet)

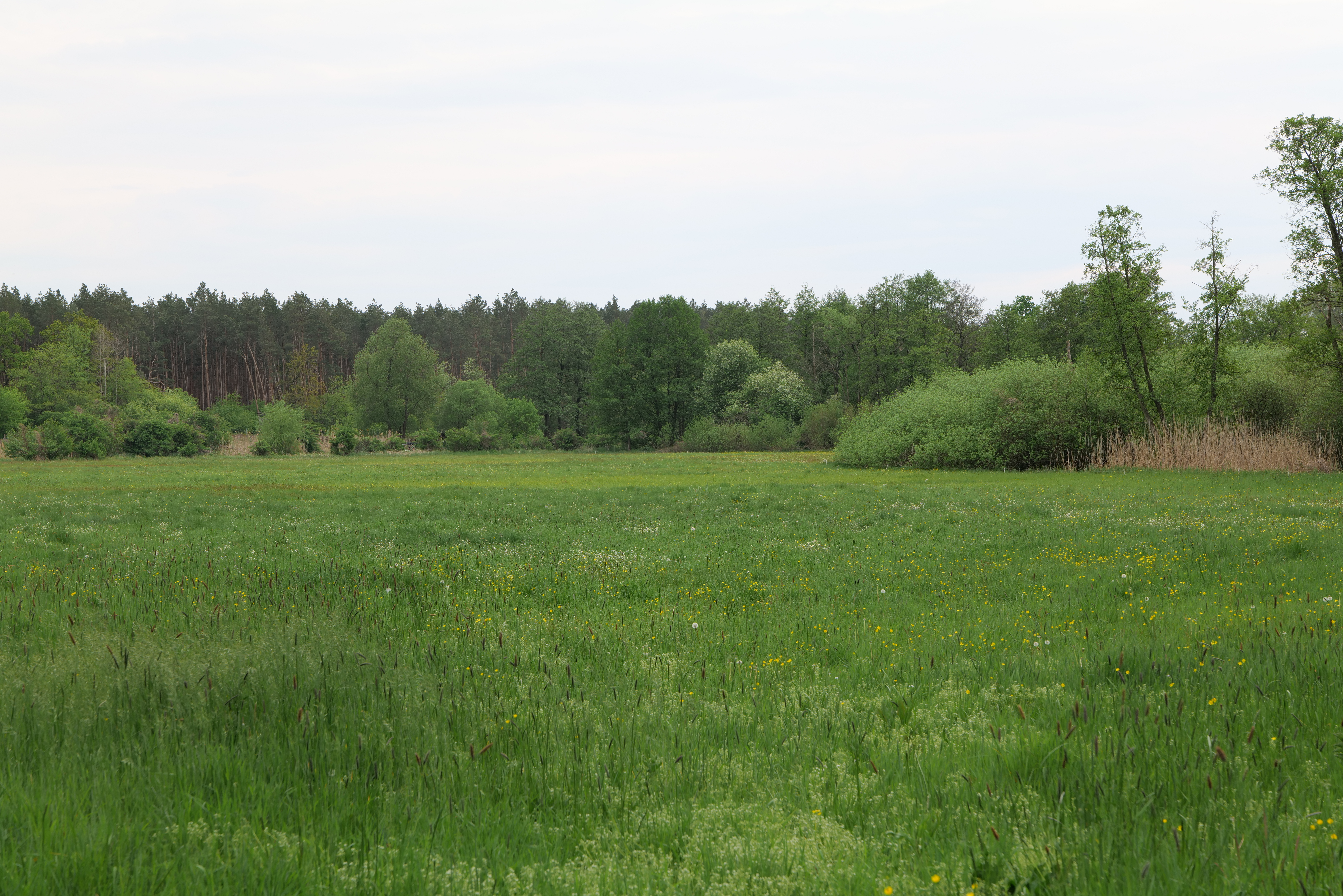
Naturschutzgebiet Pinnower See, 2020

Das Naturschutzgebiet Pinnower See liegt auf dem Gebiet der Städte Oranienburg und Hohen Neuendorf im Landkreis Oberhavel in Brandenburg.
Das Gebiet mit der Kennung 1095, das den Pinnower See umschließt, wurde mit Verordnung vom 26. Juni 2002 unter Naturschutz gestellt. Das 67,71 ha große Naturschutzgebiet erstreckt sich nördlich von Pinnow, einem Wohnplatz des Hohen Neuendorfer Stadtteils Borgsdorf. Am westlichen Rand des Gebietes fließt der Oranienburger Kanal und am östlichen Rand die Havel. Südlich des Gebietes verläuft die A 10.

## Schutzzweck
Das Gebiet wurde unter Schutz gestellt als „naturnaher, eutropher Flachsee der Havelflachmoorrinne mit ausgedehnten Verlandungszonen und Auwaldresten sowie angrenzenden Talsandflächen.“ Es ist Rückzugsraum und potenzielles Wiederausbreitungszentrum für besonders und streng geschützte Tierarten wie beispielsweise den Elbebiber (Castor fiber albicus), den Eisvogel (Alcedo atthis), die Rohrdommel (Botaurus stellaris), die Zwergdommel (Ixobrychus minutus), die Trauerseeschwalbe (Chlidonias niger), die Flussseeschwalbe (Sterna hirundo) und den Moorfrosch (Rana arvalis).